# Ozzie Guillén
Oswaldo José Guillén Barrios (Ocumare del Tuy, 20 de janeiro de 1964) é um ex-jogador e atual treinador venezuelano de beisebol. Atualmente, comanda o Chicago White Sox.
Guillén era shortstop. Jogou a maior parte de sua carreira no White Sox, de 1985 a 1997; inclusive, ganhou uma Luva de Ouro em 1990. Após deixar a carreira de jogador e ser o técnico de terceira base do Florida Marlins em 2003 (campeão da Série Mundial), ele foi contratado para o lugar de Jerry Manuel como treinador do White Sox. Foi ovacionado por 37.706 torcedores em sua primeira partida no U.S. Cellular Field em 13 de abril de 2004. Guillén conduziu a equipe ao título da Série Mundial de 2005 — o primeiro desde 1917 —, varrendo o Houston Astros na decisão. Ao fim da temporada, foi eleito o Treinador do Ano na Liga Americana pela Associação dos Escritores de Beisebol da América.
Em 11 de setembro de 2007, Guillén renovou com o White Sox até 2012, apesar da fraca campanha do time no ano.